# عبيد الله بن مروان
عبيد الله بن مروان بن الحكم كان أميرًا وقائدًا أمويًا. وابن الخليفة الأموي مروان بن الحكم، وأمه أم أبان ابنة الخليفة عثمان بن عفان. والأخ غير الشقيق للخليفة عبد الملك بن مروان، كان أحد قادة الغارات شبه السنوية على الحدود البيزنطية مع الخلافة الأموية. عيّنه عبد الملك واليًا على البلقاء، وهي منطقة فرعية من ولاية دمشق تمتد بين سوريا ووادي القرى. وشارك مع أخويه أبان وعثمان بأدوار قيادية في عهد عبد الملك.
ولي غزو الصائفة من قبل أخيه عبد الملك، وله ذكر ودار بدمشق، في سنة 81 هـ غزا عبيد الله بن مروان، وفتح حصن سنان، وأصيبت الروم.